# Ring 5
Der Ring 5 ist eine Autobahn in Belgien, die nach der ursprünglichen Planung als Ringautobahn um die Stadt Mons (niederländisch: Bergen) führen sollte. Allerdings wurde der in den Plänen aus den 1970er Jahren vorgesehene Abschnitt zwischen den Ausfahrten 4 und 7 in der Zwischenzeit aufgegeben. Der größte Teil der Strecke befindet sich im Westen der Stadt und wurde Mitte der 1980er Jahre gebaut. Der kürzere östliche Teil, der von 1971 bis 1985 zwischen Obourg und Havré (N538) in Betrieb genommen wurde, erhielt die Bezeichnung R5a. Seit Anfang der 2000er Jahre wurde der Monser Ring in seinem südlichen Teil zweispurig in Richtung Frankreich verlängert, führt dabei an dem Dorf Asquillies vorbei, bevor er in die N64 mündet.

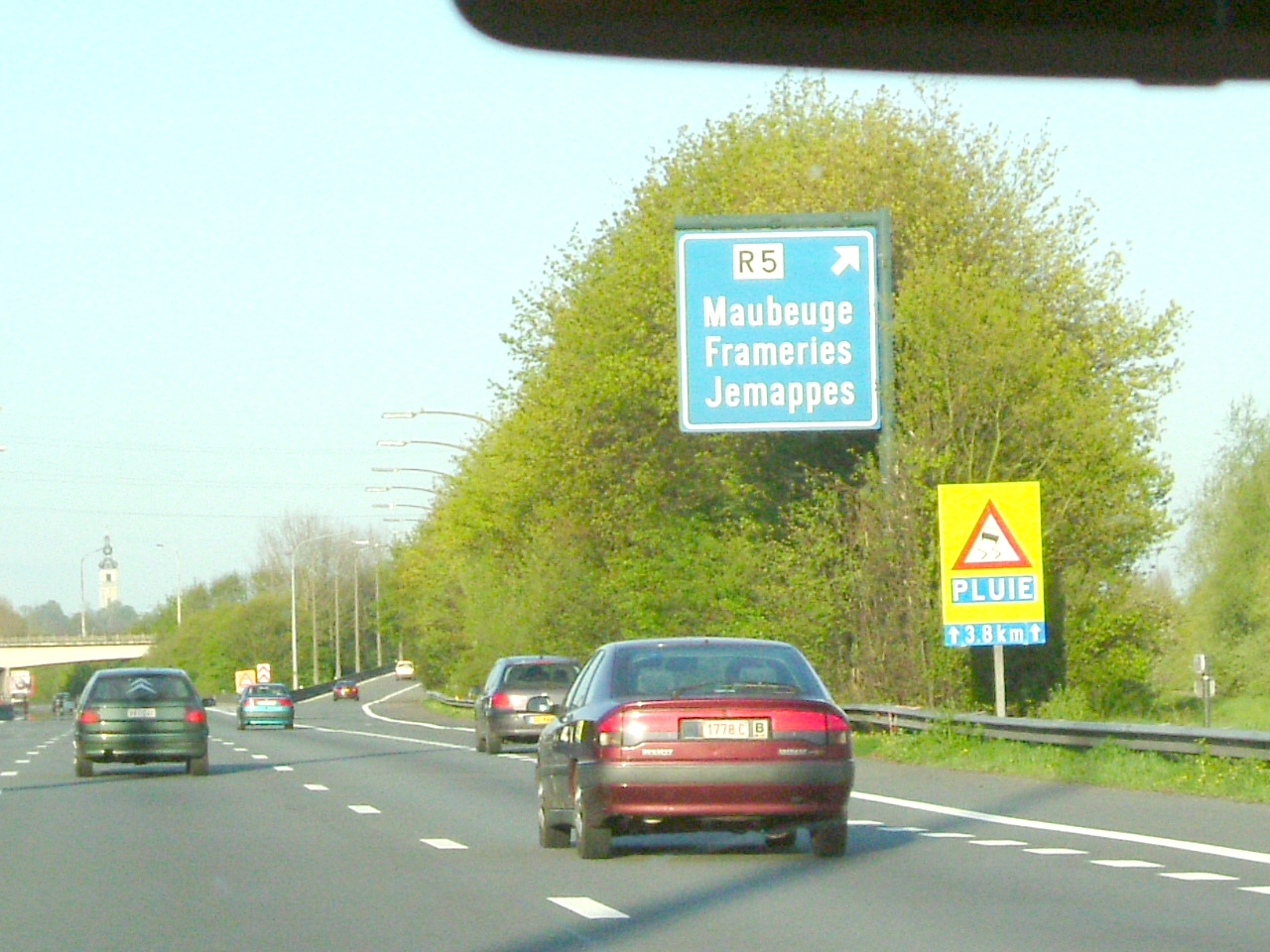
Ausfahrt auf die R5

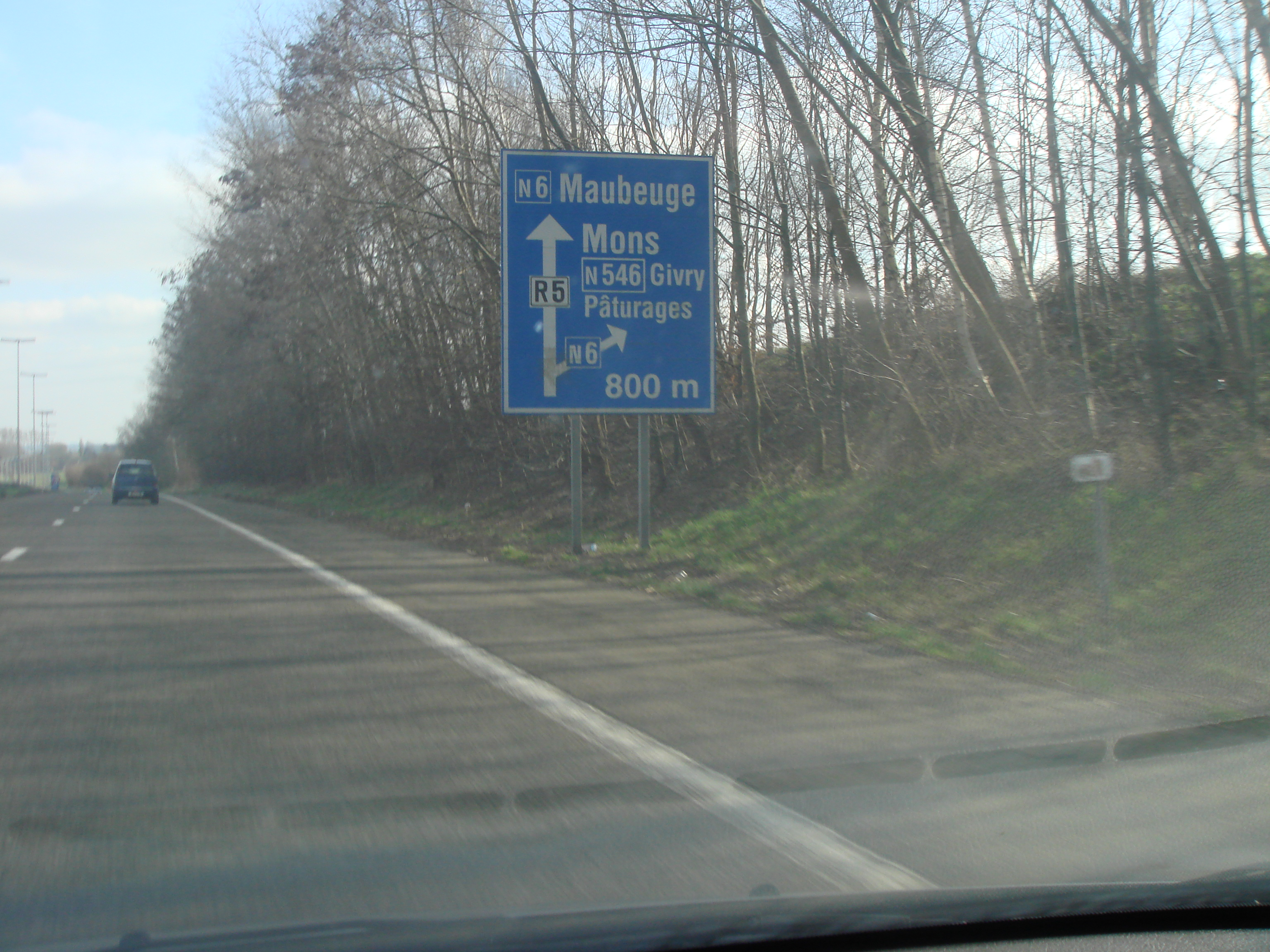
Die R5 an der Abfahrt der N6